# SN 2000cg
SN 2000cg – supernowa typu II odkryta 6 maja 2000 roku w galaktyce UGC 10121. W momencie odkrycia miała maksymalną jasność 18,60m.